# Марон (мифология)
Ма́рон (др.-греч. Μάρων) — персонаж древнегреческой мифологии. Жрец Аполлона в Исмаре (город на побережье Фракии). По Гомеру, сын Еванфа (Эвантея). По Гесиоду, сын Энопиона (по конъектуре, сын Еванфа). Или сын Диониса, или кормилец Диониса.
Его имущество пощадил Одиссей, и тот подарил ему мех с вином, которым позже он напоил Полифема. Храм Марона был рядом с Исмаром. «Вино из Исмара» упоминает Архилох.